# Comuna Murter-Kornati, Šibenik-Knin
Murter-Kornati este o comună în cantonul Šibenik-Knin, Croația, având o populație de 2.044 de locuitori (2011).

## Demografie
Componența etnică a comunei Murter-Kornati
     Croați (97,65%)
     Necunoscut (0%)
     Neclasificat (1,96%)
Componența confesională a comunei Murter-Kornati
     Catolici (95,3%)
     Fără religie și atei (2,2%)
     Necunoscută (0,78%)
     Alte religii (1,71%)
Conform recensământului din 2011, comuna Murter-Kornati avea 2.044 de locuitori. Din punct de vedere etnic, majoritatea locuitorilor (97,65%) erau croați. Din punct de vedere confesional, majoritatea locuitorilor (95,3%) erau catolici, cu o minoritate de persoane fără religie și atei (2,2%). Pentru 0,78% din locuitori nu este cunoscută apartenența confesională.